# Idea Recording Studios
Idea Recording, noto anche come Idea Studio, era il nome di un gruppo di studi di registrazione all'interno dei centri della CGD di Milano, in Via Quintilliano n° 40, e sono stati precedentemente noti - a decorrere dalla data della loro istituzione nel 1970 - come Milano Recording.
I nomi delle camere singole erano: Idea "V" (la "V" sta per "variabile", in riferimento alle sue caratteristiche acustiche variabili), Idea "D" ("D" = "Double"), Idea "Mix", Idea "Transfer", Idea "Copia camera".